# Alexander Iwanowitsch Jefimow
Alexander Iwanowitsch Jefimow, russisch Александр Иванович Ефимов, englische Transkription Alexander Ivanovich Efimov, (* 22. April 1988) ist ein russischer Mathematiker.
Jefimow studierte an der Unabhängigen Universität Moskau mit dem Diplom-Abschluss 2009, wobei die Diplomarbeit über die Deformation von Objekten in derivierten Kategorien und nichtkommutativen Grassmannmannigfaltigkeiten war, und der Lomonossow-Universität. Er promovierte 2011 am Steklow-Institut in Moskau bei Dmitri Olegowitsch Orlow. 2010 bis 2017 forschte er an der Wirtschaftshochschule Moskau am Labor für Algebraische Geometrie und deren Anwendungen und ist an deren Labor für Spiegelsymmetrie und automorphe Formen. Er forschte am Steklow-Institut in Moskau und wechselte nach Kriegsbeginn an die Hebräische Universität Jerusalem.
Er befasst sich mit algebraischer Geometrie, homologischer Algebra, Spiegelsymmetrie, nichtkommutativer Geometrie und Quantenalgebra.
2013/14 war er Newton Research Fellow an der University of Warwick.
2008 und 2010 erhielt er den ersten Platz im Möbius-Wettbewerb. 2016 erhielt er den Preis der Moskauer Mathematischen Gesellschaft. Für 2020/21 erhielt er den EMS-Preis (Vortrag: Smooth compactifications of differential graded categories). 2022 war er eingeladener Sprecher auf dem Internationalen Mathematikerkongress (On the K-theory of large triangulated categories).

## Schriften (Auswahl)
- mit V. A. Lunts, D. Orlov: Deformation theory of objects in homotopy and derived categories, Teil 1, Advances in Mathematics, Band 222, 2009, S. 359–401, Arxiv, Teil 2, Band 224, 2010, S. 45–102, Arxiv, Teil 3, Band 226, 2011, S. 3857–3911, Arxiv
- Quantum cluster variables via vanishing cycles, Arxiv, 2011
- A proof of the Kontsevich-Soibelman conjecture, Mat. Sb., Band 202, 2011, S. 527–546, Arxiv
- Homological mirror symmetry for curves of higher genus, Adv. Math., Band 230, 2012, S. 493–530, Arxiv
- Cohomological Hall algebra of a symmetric quiver, Compositio Mathematica, Band 148, 2012, S. 1133–1146, Arxiv
- mit M. Abouzaid, D. Auroux, L. Katzarkov, D. Orlov: Homological mirror symmetry for punctured spheres, Journal of the American Mathematical Society, Band 26,  2013, S. 1051–1083, Arxiv
- mit L.Positselski: Coherent analogues of matrix factorizations and relative singularity categories, Algebra & Number Theory, Band 9, 2015, S. 1159–1292, Arxiv
- On the homotopy finiteness of DG categories, Russian Math. Surveys, Band 74, 2019, S. 431–460